# The Paul McCartney Collection
Albums de Paul McCartney
Off the Ground Paul Is Live
The Paul McCartney Collection est une collection, sortie le 15 novembre 1993, qui contient la réédition de 16 albums, dont ceux de Wings, ainsi que ceux de Paul McCartney en solo, enregistré entre 1970 et 1989.

## Albums

### McCartney
- Sortie en 1970 (Paul McCartney)

1. The Lovely Linda – 0:42
2. That Would Be Something – 2:37
3. Valentine Day – 1:40
4. Every Night – 2:30
5. Hot as Sun/Glasses – 2:06
6. Junk – 1:54
7. Man We Was Lonely – 2:57
8. Oo You – 2:47
9. Momma Miss America – 4:04
10. Teddy Boy – 2:22
11. Singalong Junk – 2:34
12. Maybe I'm Amazed – 3:49
13. Kreen-Akrore – 4:14

### Ram
- Sortie en 1971 (Paul McCartney)

1. Too Many People – 4:08
2. 3 Legs – 2:44
3. Ram On – 2:26
4. Dear Boy (Paul & Linda McCartney) – 2:12
5. Uncle Albert/Admiral Halsey (Paul & Linda McCartney) – 4:53
6. Smile Away – 3:51
7. Heart of the Country (Paul & Linda McCartney) – 2:21
8. Monkberry Moon Delight (Paul & Linda McCartney) – 5:21
9. Eat at Home (Paul & Linda McCartney) – 3:18
10. Long Haired Lady & Linda McCartney – 5:54
11. Ram On – 0:52
12. The Back Seat of My Car – 4:26

Bonus
1. Another Day Paul & Linda McCartney – 3:41
2. Oh Woman, Oh Why – 4:36

### Wild Life
- Sortie en 1971 (Paul McCartney & Wings)

1. Mumbo – 3:54
2. Bip Bop – 4:14
3. Love Is Strange – 4:50
4. Wild Life – 6:48
5. Some People Never Know – 6:35
6. I Am Your Singer – 2:15
7. Bip Bop Link – 0:48
8. Tomorrow – 3:28
9. Dear Friend – 5:53.
10. Mumbo Link – 0:45

Bonus
1. Give Ireland Back to the Irish – 3:46
2. Mary Had a Little Lamb – 3:34
3. Little Woman Love – 2:11
4. Mama's Little Girl – 3:41

### Red Rose Speedway
- Sortie en 1973 (Paul McCartney & Wings)

1. Big Barn Bed - 3:49
2. My Love - 4:07
3. Get On The Right Thing - 4:16
4. One More Kiss - 2:29
5. Little Lamb Dragonfly - 6:20
6. Single Pigeon - 1:52
7. When The Night - 3:36
8. Loup - 4:23
9. Medley - 11:25

Bonus
1. C Moon - 4:34
2. Hi, Hi, Hi - 3:08
3. The Mess - 4:57
4. I Lie Around - 4:59

### Band on the Run
- Sortie en 1973 (Paul McCartney & Wings)

1. Band on the Run – 5:10
2. Jet – 4:06
3. Bluebird – 3:22
4. Mrs. Vandebilt – 4:38
5. Let Me Roll It – 4:47
6. Mamunia – 4:50
7. No Words – 2:33
8. Picasso's Last Words (Drink to Me) – 5:50
9. Nineteen Hundred and Eighty-Five – 5:27

Bonus
1. Helen Wheels - 3:34
2. Country Dreamer - 3:08

### Venus and Mars
- Sortie en 1975 (Paul McCartney & Wings)

1. Venus and Mars – 1:20
2. Rock Show – 5:31
3. Love in Song – 3:04
4. You Gave Me the Answer – 2:15
5. Magneto and Titanium Man – 3:16
6. Letting Go – 4:33
7. Venus and Mars (reprise) – 2:05
8. Spirits of Ancient Egypt – 3:04
9. Medicine Jar (Jimmy McCulloch, Colin Allen (en)) – 3:37
10. Call Me Back Again – 4:59
11. Listen to What the Man Said – 4:01
12. Treat Her Gently/Lonely Old People – 4:21
13. Crossroads Theme (Tony Hatch) – 1:00

Bonus
1. Zoo Gang– 2:01
2. Lunch Box/Odd Sox – 3:50
3. My Carnival – 3:57

### Wings at the Speed of Sound
- Sortie en 1976 (Paul McCartney & Wings)

1. Let 'Em In – 5:10
2. The Note You Never Wrote – 4:19
3. She's My Baby – 3:06
4. Beware My Love – 6:27
5. Wino Junko – 5:19
6. Silly Love Songs – 5:53
7. Cook of the House – 2:37
8. Time to Hide – 4:32
9. Must Do Something About It – 3:42
10. San Ferry Anne – 2:06
11. Warm and Beautiful – 3:12

Bonus
1. Walking in the Park with Eloise (James McCartney) – 3:07
2. Bridge on the River Suite – 3:12
3. Sally G – 3:37

### London Town
- Sortie en 1978 (Paul McCartney & Wings)

1. London Town - 4:09
2. Cafe On The Left Bank - 3:25
3. I'm Carrying - 2:43
4. Backwards Traveller - 1:09
5. Cuff Link - 2:01
6. Children Children - 2:22
7. Girlfriend - 4:41
8. I've Had Enough - 3:05
9. With A Little Luck - 5:46
10. Famous Groupies - 3:35
11. Deliver Your Children - 4:17
12. Name And Address - 3:08
13. Don't Let It Bring You Down - 4:35
14. Morse Moose And The Grey Goose - 6:33

Bonus
1. Girl's School - 4:38
2. Mull Of Kintyre - 4:42

### Wings Greatest
- Sortie en 1978 (Paul McCartney & Wings)

1. Another Day – 3:42
2. Silly Love Songs – 5:52
3. Live and Let Die – 3:11
4. Junior's Farm – 4:21
5. With a Little Luck – 5:45
6. Band on the Run – 5:10
7. Uncle Albert/Admiral Halsey – 4:48
8. Hi, Hi, Hi – 3:07
9. Let 'Em In – 5:09
10. My Love – 4:08
11. Jet – 4:06
12. Mull of Kintyre – 4:43

### Back to The Egg
- Sortie en 1979 (Paul McCartney & Wings)

1. Reception – 1:08
2. Getting Closer – 3:22
3. We're Open Tonight – 1:28
4. Spin It On – 2:12
5. Again And Again And Again – 3:34
6. Old Siam, Sir – 4:11
7. Arrow Through Me – 3:37
8. Rockestra Theme – 2:35
9. To You – 3:12
10. After The Ball/Million Miles – 4:00
11. Winter Rose/Love Awake – 4:58
12. The Broadcast – 1:30
13. So Glad To See You Here – 3:20
14. Baby's Request – 2:49

Bonus
1. Daytime Nighttime Suffering - 3:23
2. Wonderful Christmas Time - 3:49
3. Rudolph the Red-Nosed Reggae - 1:48

### McCartney II
- Sortie en 1980 (Paul McCartney)

1. Coming Up – 3:53
2. Temporary Secretary – 3:14
3. On The Way – 3:38
4. Waterfalls – 4:42
5. Nobody Knows – 2:52
6. Front Parlour – 3:32
7. Summer's Day Song – 3:25
8. Frozen Jap – 3:40
9. Bogey Music – 3:27
10. Darkroom – 2:20
11. One Of These Days – 3:35

Bonus
1. Check My Machine – 5:52
2. Secret Friend – 10:30
3. Goodnight Tonight – 4:21

### Tug of War
- Sortie en 1982 (Paul McCartney)

1. Tug of War – 4:22
2. Take It Away – 4:14
3. Somebody Who Cares – 3:19
4. What's That You're Doing? – 6:19
5. Here Today – 2:27
6. Ballroom Dancing – 4:07
7. The Pound Is Sinking – 2:54
8. Wanderlust – 3:49
9. Get It – 2:29
10. Be What You See – 0:34
11. Dress Me Up as a Robber – 2:41
12. Ebony and Ivory – 3:43

### Pipes of Peace
- Sortie en 1983 (Paul McCartney)

1. Pipes of Peace – 3:56
2. Say Say Say – 3:55
3. The Other Me – 3:58
4. Keep Under Cover – 3:05
5. So Bad – 3:20
6. The Man – 3:55
7. Sweetest Little Show – 2:54
8. Average Person – 4:33
9. Hey Hey – 2:54
10. Tug of Peace – 2:54
11. Through Our Love – 3:28

### Give My Regards to Broad Street
- Sortie en 1984 (Paul McCartney)

1. No More Lonely Nights – 5:13
2. Good Day Sunshine – 2:33
3. Yesterday – 1:43
4. Here, There and Everywhere – 1:43
5. Wanderlust – 4:07
6. Ballroom Dancing – 4:51
7. Silly Love Songs – 5:27
8. Not Such A Bad Boy – 3:29
9. So Bad – 3:25
10. No Values – 4:12
11. No More Lone Nights/For No One – 2:12
12. Eleanor Rigby/Eleanor's Dream – 9:10
13. The Long and Winding Road – 3:57
14. No More Lonely Nights – 5:03
15. Goodnight Princess – 3:58

Bonus
1. No More Lonely Nights (extended version) – 5:03
2. No More Lonely Nights (special dance mix) - 4:21

### Press to Play
- Sortie en 1986 (Paul McCartney)

Compositions de Paul McCartney et Eric Stewart, sauf indication contraire.
1. Stranglehold – 3:36
2. Good Times Coming/Feel the Sun (Paul McCartney) – 4:55
3. Talk More Talk (Paul McCartney) – 5:18
4. Footprints – 4:32
5. Only Love Remains (Paul McCartney) – 4:13
6. Press (Paul McCartney) – 4:43
7. Pretty Little Head – 5:14
8. Move Over Busker – 4:05
9. Angry – 3:36
10. However Absurd – 4:56

Bonus
1. Write Away – 3:00
2. It's Not True (Paul McCartney) – 5:53
3. Tough On A Tightrope – 4:42

### Flowers in The Dirt
- Sortie en 1989 (Paul McCartney)

1. My Brave Face (Paul McCartney, Declan MacManus) – 3:18
2. Rough Ride – 4:43
3. You Want Her Too (Paul McCartney, Declan MacManus) – 3:11
4. Distractions – 4:39
5. We Got Married – 4:57
6. Put It There – 2:07
7. Figure of Eight – 3:25
8. This One – 4:10
9. Don't Be Careless Love (Paul McCartney, Declan MacManus) – 3:18
10. That Day Is Done (Paul McCartney, Declan MacManus)  – 4:19
11. How Many People – 4:14
12. Motor of Love – 6:18

Bonus
1. Back on My Feet (Paul McCartney, Declan MacManus) – 4:24
2. Flying to My Home – 4:15
3. Loveliest Thing – 3:58